# Cerata

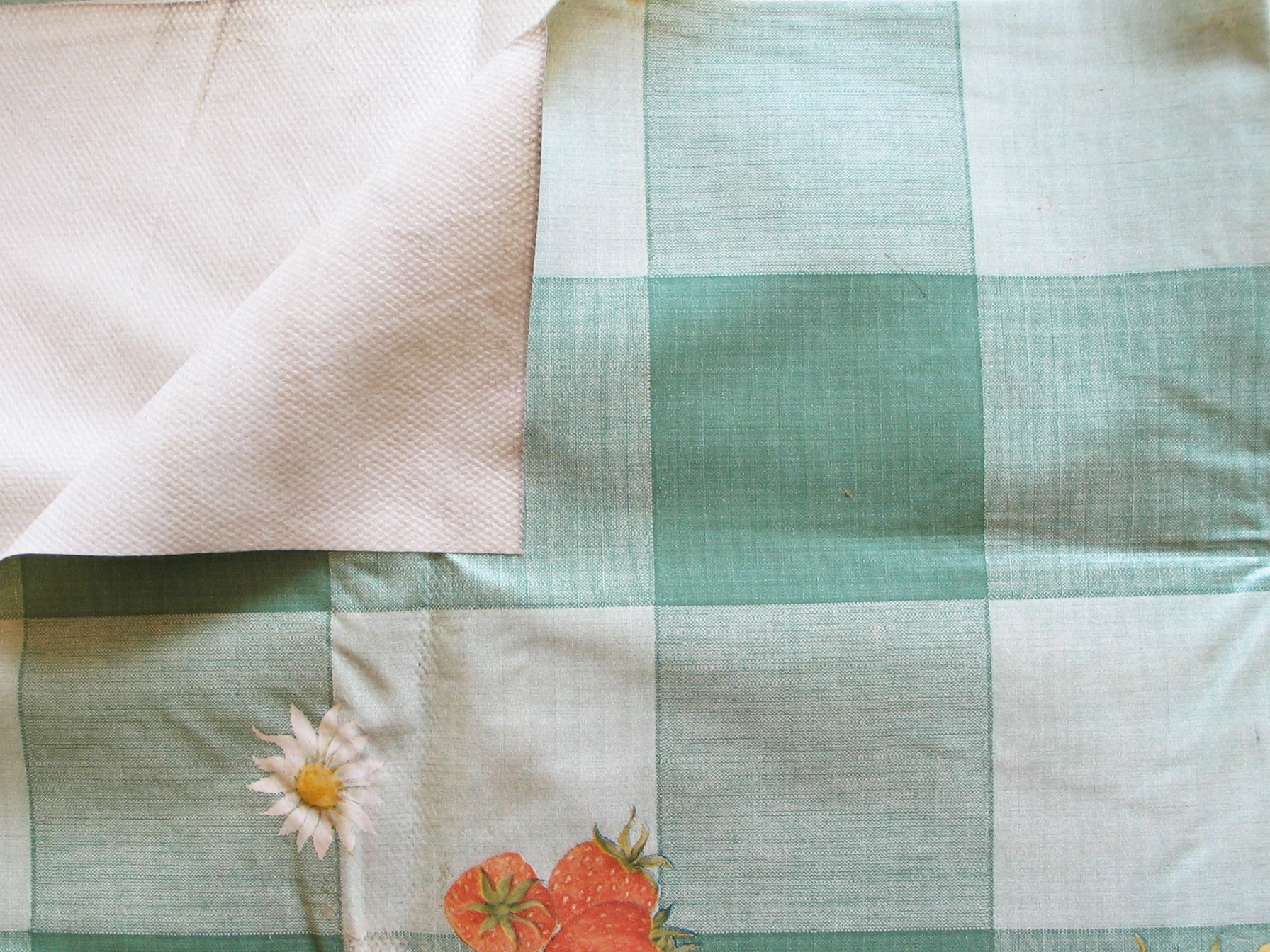
Cerata używana jako nakrycie w kuchni

Cerata – tkanina bawełniana (w rodzaju flaneli) lub lniana, dość gruba, powlekana z jednej strony grubą warstwą substancji impregnującej i dodatkowo zadrukowana wzorem oraz lakierowana.
Cerata jest materiałem tanim, a jednocześnie wytrzymałym mechanicznie oraz odpornym na wodę i większość produktów stosowanych w kuchni, gospodarstwie domowym, obejściu gospodarczym czy na działce. Dzięki gładkiej powierzchni jest bardzo dobrze zmywalna przy zachowaniu odporności na typowe środki czyszczące. Jej dekoracyjnej powłoce nie szkodzi nawet stały kontakt z wodą, można ją jednak uszkodzić (zmyć) niektórymi rozpuszczalnikami organicznymi, jak aceton czy pochodne benzenu. Impregnatem jest masa, na którą składają się: zagęszczony olej roślinny utwardzający się od tlenu atmosferycznego (pokost) oraz duża ilość mineralnego wypełniacza (np. kaolin).
Stosowana na serwety, obrusy, ubrania robocze, fartuchy, okrycia przeciwdeszczowe, materiał pokryciowy do obijania i oklejania blatów stołów, pulpitów, taboretów oraz innych sprzętów używanych zarówno w pomieszczeniach, jak i na zewnątrz. Wobec dekorowania szeroką gamą kolorowych i wzorzystych nadruków może być nawet wykorzystywana jako prosty materiał ozdobny, m.in. imitujący wygląd powierzchni innego rodzaju.